# هنگوییه (بافت)
هنگوییه روستایی در دهستان بزنجان بخش مرکزی شهرستان بافت استان کرمان ایران است.

## جمعیت
بر پایه سرشماری عمومی نفوس و مسکن در سال ۱۳۹۵ جمعیت این مکان ۲۱۷ نفر (۸۷خانوار) بوده‌است.